# 잃어버린 너 (영화)
"잃어버린 너"는 1991년에 개봉한 대한민국의 영화이다.

## 캐스팅
- 김혜수 : 김윤희 역
- 강석우 : 엄충식 역
- 이경영 : 이종환 역
- 오승명 : 윤희 부 역
- 김윤경 : 윤희 모 역
- 김성원 : 충식 부 역
- 태현실 : 충식 모 역
- 김석옥 : 민우 모 역
- 김성일 : 서민우 역 (특별출연)